# لوك ويت
لوك ويت (بالإنجليزية: Luke Witte)‏ مواليد 19 أكتوبر 1950 في فيلادلفيا، هو لاعب كرة سلة أمريكي سابق بدأ مسيرته الاحترافية في سنة 1973 وحمل الرقم 44. يبلغ طوله 7 قدم 0 بوصة (2.1 م). اعتزل اللعب في 1976.

## فرق لعب لها
- كليفلاند كافالييرز

## روابط خارجية
- لوك ويت على موقع إن بي أي (الإنجليزية)
- لوك ويت على موقع سبورتس رفرنس (الإنجليزية)
- لوك ويت على موقع كلية كرة السلة في سبورتس رفرنس.كوم (الإنجليزية)
- لوك ويت على موقع ريلجم (الإنجليزية)
- لوك ويت على موقع بروبوليرز (الإنجليزية)